# Unterseeboot UB-20
Pour les autres navires du même nom, voir Unterseeboot 20.
L'Unterseeboot UB-20 est un sous-marin (U-Boot) allemand de type UB II utilisé par la Kaiserliche Marine pendant la Première Guerre mondiale. Le sous-marin a été commandé le 30 avril 1915 et lancé le 26 septembre 1915. Il a été mis en service dans la marine impériale allemande le 10 février 1916. Le sous-marin a coulé 13 navires en 15 patrouilles pour un total de 10 230 tonneaux de jauge brute (TJB). L'UB-20 a été coulé par une mine le 28 juillet 1917 à 51° 21′ N, 2° 38′ E. Quinze membres d’équipage sont morts dans l’événement.

## Conception
Sous-marin de type UB II, l'UB-20 avait un déplacement de 263 tonnes en surface et de 292 tonnes en immersion. Il avait une longueur hors tout de 36,13 m, une largeur de 4,54 m et un tirant d'eau de 3,70 m. Le sous-marin était propulsé par deux moteurs Diesel Körting à six cylindres à quatre temps produisant chacun 284 chevaux (209 kW), un moteur électrique Siemens-Schuckert produisant 280 chevaux (210 kW) et un arbre d'hélice. Il était capable d’opérer à une profondeur allant jusqu’à 50 mètres.
La vitesse maximale du sous-marin était de 5,81 nœuds en immersion et de 9,15 nœuds (16,95 km/h) en surface. Lorsqu’il était immergé, il pouvait opérer sur 45 milles marins (83 km) à 5 nœuds (9,3 km/h). En surface, il pouvait parcourir 6650 milles marins (12320 km) à 5 nœuds (9,3 km/h). L'UB-20 était armé de deux tubes lance-torpilles de 500 mm à l’avant, de quatre torpilles et d’un canon de pont de 50 mm L/40. Il avait un effectif de vingt-trois membres d’équipage (dont deux officiers) et un temps de plongée de 45 secondes.

## Perte
À midi le 28 juillet 1917, l'UB 20 quitta Ostende pour un essai en mer de quatre heures dans la zone autour du bateau-phare West-Hinder (51° 21′ N, 2° 38′ E. Le bateau n’est pas revenu. Le corps du commandant a été retrouvé le 3 août 1917 échoué sur la côte du Jutland, près de Lodbjerg, et enterré dans le cimetière local.

## Affectations
- Flottille de la Baltique : du 12 mars 1916 au 26 mars 1917
- Flottilles des Flandres : du 26 mars au 28 juillet 1917

## Commandants
- Oblt.z.S. Max Viebeg[4] : du 10 février 1916 au 31 janvier 1917
- Oblt.z.S. Hermann Glimpf[5] : du 1er février au 28 juillet 1917

## Navires coulés
| Date          | Nom                         | Nationalité    | Tonnage | Destin              |
| ------------- | --------------------------- | -------------- | ------- | ------------------- |
| 2 août 1916   | Bror Oskar                  | Suède          | 368     | Coulé               |
| 2 août 1916   | Commerce                    | Suède          | 638     | Coulé               |
| 2 août 1916   | Themis                      | Suède          | 1047    | Capturé comme prise |
| 2 août 1916   | Vera                        | Suède          | 312     | Coulé               |
| 2 août 1916   | Vermland                    | Suède          | 213     | Coulé               |
| 10 avril 1917 | Pluto                       | United Kingdom | 1266    | Coulé               |
| 7 mai 1917    | Martha Maria                | Pays-Bas       | 176     | Coulé               |
| 7 mai 1917    | Prins Hendrik De Nederlande | Pays-Bas       | 182     | Coulé               |
| 16 mai 1917   | Friso                       | Pays-Bas       | 171     | Coulé               |
| 17 mai 1917   | Kilmaho                     | United Kingdom | 2155    | Coulé               |
| 18 mai 1917   | Adventure                   | United Kingdom | 50      | Coulé               |
| 18 mai 1917   | Primrose                    | United Kingdom | 62      | Coulé               |
| 19 mai 1917   | Askild                      | Norvège        | 2540    | Coulé               |
| 20 mai 1917   | Normand                     | Norvège        | 2097    | Coulé               |
| 11 juin 1917  | Knight Companion            | United Kingdom | 7241    | Endommagé           |